# Европейские хоккейные клубные турниры

## Европейские клубные хоккейные турниры под эгидойИИХФ

### Кубок Европы по хоккею с шайбой
Кубок Европы по хоккею с шайбой — первый европейский клубный турнир под эгидой ИИХФ, был учреждён в 1965 году по инициативе Немецкого хоккейного союза ФРГ. В розыгрышах участвовали чемпионы стран Европы. Победитель розыгрыша Кубка европейских чемпионов получал приз — серебряную пластину с контуром Европы. Последний турнир состоялся в сезоне 1996/1997.
Рекордсменом турнира является московский ЦСКА, который выиграл 20 титулов. Первым победителем стала команда ЗКЛ Брно Чехословакия, последним Лада Тольятти Россия.
Соревнования на кубок европейских чемпионов возобновились в сезоне 2004/2005, а преемником кубка Европы стала Хоккейная Евролига.

### Хоккейная Евролига
Хоккейная Евролига — ежегодное спортивное соревнование, проводившееся с 1996 до 2000 года. Хоккейная Евролига являлась наследником Кубка Европы,а первый турнир Евролиги прошёл параллельно последнему турниру Кубка Европы.

### Кубок федерации
Кубок Федерации по хоккею с шайбой — турнир для европейских клубных команд, который проводился с 1994 по 1996 годы, являлся втором по значимости турниром после Кубка Европы по хоккею с шайбой.
Преемником Кубка Федерации стал Континентальный Кубок.

### Континентальный кубок
Континентальный кубок по хоккею с шайбой— ежегодное спортивное соревнование по хоккею с шайбой, которое проводится с 1997 года. Турнир является наследником Кубка Федерации

### Суперкубок по хоккею с шайбой
Суперкубок по хоккею с шайбой — турнир, который проводился c 1997 по 2000 год.
Первый розыгрыш проводился между победителем Кубка Европы по хоккею с шайбой и победителем Евролиги.
С 1998 по 2000 год Суперкубок разыгрывался между победителями Евролиги и Континентального кубка

### Кубок европейских чемпионов по хоккею с шайбой
Кубок европейских чемпионов — ежегодное спортивное соревнование по хоккею с шайбой, которое проводилось с 2005 до 2008 года.
Турнир являлся наследником Кубка Европы и Хоккейной Евролиги. В апреле 2007 года ИИХФ объявила, что Кубок европейских чемпионов заменит Хоккейная Лига чемпионов. Первый победитель «Авангард». Последний победитель «Металлург» Магнитогорск.

### Хоккейная лига чемпионов
Хоккейная Лига чемпионов (2008-2009) — турнир, единственный розыгрыш которого состоялся в сезоне 2008/2009, в вековую годовщину основания Международной хоккейной федерации (IIHF), основательницы лиги.
Победителем стал швейцарский клуб «Цюрих Лайонс», одолевший в финальной серии «Металлург» Магнитогорск. Как победитель, «Цюрих Лайонс» получил право сыграть в Кубке Виктории 2009 года.
В следующем сезоне турнир был отменён и возобновился в сезоне 2014/2015.

### Кубок Виктории
Кубок Виктории — турнир, проведении которого было объявлено в 2007 году как мероприятие к столетней годовщине образования IIHF.
Первый розыгрыш кубка Виктории состоялся 1 октября 2008 года между победителем Кубока европейских чемпионов по хоккею с шайбой магнитогорским Металлургом и представитилем НХЛ, который был выбран руководством лиги, — Нью-Йорк Рейнджерс. Победителем стала команда Нью-Йорк Рейнджерс.
Второй розыгрыш кубка Виктории состоялся между победителем Хоккейной Лиги чемпионов 2008/2009 Цюрих Лайонс и Чикаго Блэкхокс.
Победителем стал клуб из Швейцарии.

### Хоккейная Лига чемпионов
Хоккейная Лига чемпионов — турнир, являющийся преемником Хоккейной Лиги чемпионов (2008/2009), соревнование которой прошли один раз.
9 декабря 2013 года ИИХФ официально объявила о запуске нового турнира с тем же названием. Турнир трансформировавшийся из турнира за Европейский трофей, стартовал в сезоне 2014/2015.

### Кубок европейских чемпионов по хоккею с шайбой (женщины)
Кубок европейских чемпионов по хоккею с шайбой (женщины) — соревнование среди женских хоккейных команд.
Первый турнир состоялся в сезоне 2004/2005. Победителем стала женская команда клуба АИК.

## Европейские клубные хоккейные турниры, не относящиеся к ИИХФ

### Кубок Шпенглера
Кубок Шпенглера — Старейший международный хоккейный турнир, который был назван в честь одного из основателей турнира Карла
Шпенглера, врача, посвятившего свою жизнь борьбе с туберкулёзом.
Все турниры проходят в швейцарском городе Давос. Первый турнир был проведён в 1923 году. Первым обладателем трофея стала команда Оксфордского Университета.

### Кубок Ахерна
Кубок Ахерна — Учрежден в 1952 году шведским клубом Юргорден и газетой «Дагенс Нюхетер». Назван в честь бывшего президента ИИХФ Джона Ахерна. Первым победителем стала канадская команда «Эдмонтон Меркс».
Турнир проводился до 1977 года. Последним обладателем кубка стала команда АИК Стокгольм.
Наибольшее число побед в турнире, четыре, у команды Юргорден.
Была попытка возобновить турнир и в 2002, 2003 и 2006 годах были проведены 3 турнира Ахерн Трофи.